# Jeanius
Jeanius es el tercer álbum de estudio de la rapera estadounidense Jean Grae. Trabajó en él con el productor de hip hop 9th Wonder y tenía la intención de lanzarlo en 2004, pero el álbum se filtró prematuramente y generó varias versiones pirateadas del proyecto inacabado. Después del contrato discográfico de Grae con el sello, Jeanius fue lanzado el 8 de julio de 2008 por Blacksmith Records de Talib Kweli.

## Antecedentes
Programado para su lanzamiento en 2004, el álbum se retrasó por razones desconocidas y desde entonces ha sido fuertemente pirateado en Internet. El álbum fue lanzado el 8 de julio de 2008, en el sello musical Blacksmith Records de Talib Kweli. El folleto del álbum contiene recreaciones fieles de las portadas clásicas de los álbumes de Hip Hop, con imágenes de Grae y 9th Wonder superpuestas en las portadas de It Takes a Nation of Millions to Hold Us Back de Public Enemy, Dead Serious de Das EFX, Only Built 4 Cuban Linx de Raekwon y A Wolf in Sheep's Clothing de Black Sheep.

## Lista de canciones
| #  | Título            | Productor  | Aparición especial                 | Duración | Samples                                                              |
| -- | ----------------- | ---------- | ---------------------------------- | -------- | -------------------------------------------------------------------- |
| 1  | "Intro"           | 9th Wonder |                                    | 2:00     |                                                                      |
| 2  | "2-32's"          | 9th Wonder | Daily Planet                       | 4:07     | - "All Over" de Phoebe Snow                                          |
| 3  | "Don't Rush Me"   | 9th Wonder | 9th Wonder                         | 4:14     | - "If You Leave Me Now" de Jerry Butler y Thelma Houston             |
| 4  | "My Story"        | 9th Wonder |                                    | 4:31     | - "I Have a Dream" de Norman Connors                                 |
| 5  | "The Time Is Now" | 9th Wonder | Phonte                             | 3:43     | - "Larry's Theme" de Lawrence Hilton-Jacobs                          |
| 6  | "Billy Killer"    | 9th Wonder |                                    | 3:54     | - "Uptown" de The Marvelettes                                        |
| 7  | "Think About It"  | 9th Wonder |                                    | 4:06     | - "Think About Me" de Marlena Shaw                                   |
| 8  | "#8"              | Khrysis    |                                    | 4:06     | - "What Are You Doing the Rest of Your Life?" de Shirley Bassey      |
| 9  | "American Pimp"   | Khrysis    | Median                             | 3:12     |                                                                      |
| 10 | "This World"      | 9th Wonder |                                    | 3:07     | - "If This World Were Mine" de Love Unlimited                        |
| 11 | "Love Thirst"     | 9th Wonder |                                    | 5:44     | - "Station Break for Love" de Syreeta y G.C. Cameron *"High" de Skyy |
| 12 | "Desperada"       | 9th Wonder |                                    | 3:31     |                                                                      |
| 13 | "Smashmouth"      | Fatin      | K Hill Edgar Allen Floe Joe Scudda | 4:59     |                                                                      |

## Posicionamiento en listas
| Listas (2008)                           | Posición |
| --------------------------------------- | -------- |
| Estados Unidos (Top Heatseekers Albums) | 40       |
| Estados Unidos (Top R&B/Hip-Hop Albums) | 71       |